# Lovce
Lovce jsou obec na Slovensku ležící v okrese Zlaté Moravce v Nitranském kraji.

## Poloha a přírodní podmínky
Obec leží v severovýchodní části Žitavské pahorkatiny a na jižních svazích Tribeče. Vlastní obec se rozkládá v nadmořské výšce kolem 275 metrů, katastr mezi 220 a 600 metry. Katastr má charakter pahorkatiny až vrchoviny. Podklad je tvořen žulou, křemenci a jílovými sedimenty, půdy jsou sprašové a hnědé lesní. Jižní část je převážně odlesněná, jen se zbytky akátových a dubových hájů, zemědělsky využívaná, v severní části je souvislý lesní porost (dub, buk, bříza, habr).

## Historie
První písemná zmínka pochází z roku 1323 jako Vlog, později se objevují v pramenech názvy Looch (1342), Wlyugh (1343), Loch (1388), Lowcze (1773), Lovce (1920), maďarsky Lóc. Patřila nejprve místním zemanům, později panství Hrušov a Topoľčianky. Vyvíjela se jako zemědělská obec a tento ráz si zachovala dodnes.

## Pamětihodnosti
- římskokatlický klasicistní kostel z roku 1780
- dvě pozdně klasicistní kapličky z druhé poloviny 19. století
- Chráněný areál Topoľčianska zubria zvernica – zubří obora